# Новозеландский морской котик
Новозела́ндский морско́й ко́тик (лат. Arctocephalus forsteri) — вид ластоногих из семейства ушастых тюленей. Относится к роду южных морских котиков. Видовое название дано в честь немецкого учёного Георга Форстера (1754—1794).

## Описание
Окраска шерсти новозеландских морских котиков серо-коричневая. У самцов имеется чёрная грива. Их величина достигает 2,5 м, а масса 180 кг. Самки с размером 1,5 м и массой 70 кг намного меньше.

## Распространение
Новозеландский морской котик живёт сегодня преимущественно на побережье южного острова Новой Зеландии, а также на южном и западном побережье Австралии. Кроме того, его колонии встречаются на субантарктических островах Антиподов, на архипелаге Окленд, на островах Баунти, на архипелаге Чатем и на островах Кэмпбелл. Несколько сотен новозеландских морских котиков обитают на южном побережье Тасмании.
Вне брачного периода новозеландские морские котики путешествуют и встречаются также и в других местах. Прежде всего остров Маккуори круглый год полон молодыми самцами, которые ещё не в состоянии претендовать на собственную территорию. Некоторые заблудившиеся особи встречались и на берегах Новой Каледонии.

## История популяции

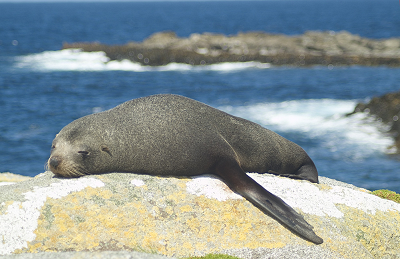
Новозеландский морской котик отдыхает на камне

Крупные колонии на австралийских и тасманских побережьях были почти полностью уничтожены в конце XIX века. После этого охотники на тюленей продолжили свой промысел в Новой Зеландии, где все колонии были уничтожены до 1925 года. Лишь немногие животные избежали смерти, находясь в пещерах, недоступных для охотников. Сегодня численность новозеландских морских котиков составляет 60 000 особей и каждый год всё больше растёт. В новейшее время начали встречаться случаи основания колоний на северном острове Новой Зеландии. Это означает, что ареал котиков вновь расширяется.
Австралийская популяция оценивается в 35 000 животных. Здесь у новозеландского морского котика самые обширные территории распространения, однако отдельно взятые колонии не столь многочисленны, как в Новой Зеландии.